# Пермский район
Пе́рмский район — административный район в Пермском крае России. На территории района образован Пермский муниципальный округ. Административный центр — город Пермь, который в состав района не входит. Площадь — 3753,05 км². Население — ↗128 718 чел. (2024). Национальный состав (2010): русские — 86,92 %, татары – 4,29 %, коми-пермяки — 1,89 %, башкиры – 1,12 %.

## География
Расположен в пригородной зоне Перми. Район граничит на севере с административными территориями городов краевого значения Краснокамск и Добрянка, на северо-востоке – Чусовой, а на юге – с Кунгурским и Осинским, на западе по реке Каме – с Оханским и  Нытвенским районами Пермского края. Районный и краевой центр город Пермь в состав района не входит. Большая часть района находится  на левобережье Камы. К Пермскому району в северной части относится полуанклав на правом берегу Камы — территория бывшего Хохловского сельского поселения, отделённая от основной части района собственно городом Пермь к северу от него. В центральной части находится ЗАТО Звёздный, не входящее в состав района.
Выделяемый в рамках организации местного самоуправления Пермский муниципальный округ граничит соответственно с Краснокамским, Добрянским, Чусовским, Осинским, Оханским, Нытвенским городскими и Кунгурским муниципальным округами.
Площадь территории составляет 3753,46 км².

## История
До 1923 года здесь существовал Пермский уезд, который был одним из 16 входящих в состав Пермской губернии, образованной по манифесту Екатерины II в 1775 году.
С 1923 до 1931 гг. на этой территории был Калининский район, который  до 1925 года назывался Култаевским. Его центром до 1924 года было село Култаево, до 1927 года — село Верхние Муллы, а с 1927 года — город Пермь. Тогда же, в 1927 году в Калининский район был включён упразднённый Мотовилихинский район. В 1931 году ликвидирован был и Калининский район, а его земли вместе с частью упразднённых Ленинского (Григорьевского), Юговского и Юго-Осокинского районов были переподчинены Пермскому горсовету.
Указом Президиума Верховного Совета РСФСР 26 марта 1939 года был образован Верхне-Муллинский район с административным центром в селе Верхние Муллы. В него вошли 94 колхоза, 5 совхозов, 5 промколхозов, 2 машинно-тракторные станции. В 1958 году Верхние Муллы были упразднены как населённый пункт и включены в городскую черту Перми в качестве его микрорайона. Соответственно райцентром стал сам город.
Указом Президиума Верховного Совета РСФСР от 4 ноября 1959 года, в Верхне-Муллинский район была включена часть упразднённого Верхне-Городковского района.
В 1963 году Верхне-Муллинский район был упразднён и стал частью укрупнённого Пермского сельского района, в который помимо этого вошли также части сельских территорий Краснокамского и Лысьвенского горсоветов и временно упразднённых Добрянского, Кунгурского и Чусовского районов. В Пермский сельский район в этот период входили 1 рабочий посёлок Верхнечусовские Городки и 747 сельских населённых пунктов, объединявшихся в 1 поссовет и 43 сельсовета. Пермскому горсовету были подчинены 4 рабочих посёлка (Новые Ляды, Сылва, Юг, Юго-Камский) и 20 сельских населённых пунктов.
В 1964 году укрупнённые сельские и промышленные районы были упразднены. При этом вместо Верхне-Муллинского был создан Пермский район. К 1981 году в Пермский район входили 4 рабочих посёлка (Кукуштан, Сылва, Юг, Юго-Камский) и 24 сельсовета.

## Население
| 1939     | 1959     | 1970     | 1979     | 1989     | 2000     | 2002     | 2005     | 2006     |
| -------- | -------- | -------- | -------- | -------- | -------- | -------- | -------- | -------- |
| 71 077   | ↘66 412  | ↗90 071  | ↘87 177  | ↗90 297  | ↘89 985  | ↗91 676  | ↘89 694  | ↘89 000  |
| 2007     | 2008     | 2009     | 2010     | 2011     | 2012     | 2013     | 2014     | 2015     |
| ↘88 000  | ↘87 342  | ↘87 031  | ↗103 444 | ↘103 314 | ↘103 212 | ↗104 504 | ↗105 066 | ↗106 103 |
| 2016     | 2017     | 2018     | 2019     | 2020     | 2021     | 2023     | 2024     |          |
| ↗106 926 | ↗107 986 | ↗110 366 | ↗112 643 | ↗115 117 | ↗126 167 | ↗128 215 | ↗128 718 |          |

### Национальный состав
По итогам переписи 2010 года: русские — 86,92 %, татары — 4,29 %, коми-пермяки — 1,89 %, башкиры — 1,12 %, удмурты — 0,99 %, украинцы — 0,5 %; а также численностью более 100 человек: армяне, таджики, белорусы, немцы, чуваши, узбеки, азербайджанцы.

## Населённые пункты
В Пермском районе 223 населённых пункта (все — сельские).
| №   | Населённый пункт   | Тип              | Население | Бывшее сельское поселение |
| --- | ------------------ | ---------------- | --------- | ------------------------- |
| 1   | Алебастрово        | деревня          | 25        | Сылвенское                |
| 2   | Алексики           | деревня          | 16        | Заболотское               |
| 3   | Аникино            | деревня          | 28        | Култаевское               |
| 4   | Аннинск            | деревня          | 120       | Пальниковское             |
| 5   | Байболовка         | деревня          | 808       | Кукуштанское              |
| 6   | Баландино          | деревня          | 6         | Лобановское               |
| 7   | Баские             | деревня          | 3         | Лобановское               |
| 8   | Бахаревка          | деревня          | ↘75       | Фроловское                |
| 9   | Башкултаево        | село             | 623       | Култаевское               |
| 10  | Берег Камы         | деревня          | 80        | Кондратовское             |
| 11  | Берег Камы         | деревня          | 23        | Юго-Камское               |
| 12  | Березник           | деревня          | 9         | Гамовское                 |
| 13  | Березники          | деревня          | 23        | Лобановское               |
| 14  | Бершеть            | село             | ↘3199     | Бершетское                |
| 15  | Бессоновский       | кордон           | 23        | Пальниковское             |
| 16  | Бизяр              | село             | 70        | Пальниковское             |
| 17  | Болгары            | деревня          | 159       | Култаевское               |
| 18  | Болдино            | деревня          | 73        | Култаевское               |
| 19  | Большакино         | деревня          | 122       | Заболотское               |
| 20  | Большая Мось       | деревня          | ↗141      | Фроловское                |
| 21  | Большое Савино     | деревня          | ↗675      | Савинское                 |
| 22  | Большой Буртым     | деревня          | 95        | Лобановское               |
| 23  | Броды              | деревня          | ↘142      | Фроловское                |
| 24  | Буланки            | деревня          | 7         | Заболотское               |
| 25  | Буланки            | деревня          | 8         | Сылвенское                |
| 26  | Быковка            | деревня          | 13        | Сылвенское                |
| 27  | Бырма              | посёлок          | 153       | Пальниковское             |
| 28  | Вазелята           | деревня          | 14        | Фроловское                |
| 29  | Валевая            | деревня          | 8         | Култаевское               |
| 30  | Ванькино           | деревня          | 0         | Заболотское               |
| 31  | Ванюки             | деревня          | 886       | Савинское                 |
| 32  | Васильевка         | деревня          | 30        | Заболотское               |
| 33  | Вашуры             | деревня          | 4         | Фроловское                |
| 34  | Верхняя Рассольная | деревня          | 15        | Двуреченское              |
| 35  | Верхняя Хохловка   | деревня          | 4         | Хохловское                |
| 36  | Верх-Речка         | деревня          | 16        | Заболотское               |
| 37  | Верх-Речки         | деревня          | 7         | Сылвенское                |
| 38  | Верх-Сыра          | деревня          | 1         | Лобановское               |
| 39  | Верх-Юг            | деревня          | 0         | Юго-Камское               |
| 40  | Гамово             | село             | ↗7118     | Гамовское                 |
| 41  | Гамы               | деревня          | 344       | Усть-Качкинское           |
| 42  | Гари               | деревня          | 2         | Хохловское                |
| 43  | Гарюшки            | деревня          | 11        | Двуреченское              |
| 44  | Глушата            | деревня          | 40        | Хохловское                |
| 45  | Гора               | деревня          | 11        | Хохловское                |
| 46  | Горбуново          | деревня          | 191       | Лобановское               |
| 47  | Горный             | посёлок          | ↗2888     | Двуреченское              |
| 48  | Горный             | посёлок          | 123       | Двуреченское              |
| 49  | Горская            | деревня          | 17        | Сылвенское                |
| 50  | Горшки             | деревня          | ↗748      | Заболотское               |
| 51  | Грибаново          | деревня          | 10        | Лобановское               |
| 52  | Грузди             | деревня          | 11        | Двуреченское              |
| 53  | Гусята             | деревня          | 5         | Гамовское                 |
| 54  | Дворцовая Слудка   | деревня          | 15        | Усть-Качкинское           |
| 55  | Денисята           | деревня          | 5         | Култаевское               |
| 56  | Дерибы             | деревня          | 28        | Фроловское                |
| 57  | Дёмино             | деревня          | 2         | Заболотское               |
| 58  | Дикая Гарь         | деревня          | 103       | Култаевское               |
| 59  | Дуброво            | деревня          | 36        | Двуреченское              |
| 60  | Ежи                | деревня          | 67        | Култаевское               |
| 61  | Еловая             | деревня          | 5         | Юго-Камское               |
| 62  | Ерепеты            | деревня          | ↗16       | Сылвенское                |
| 63  | Ермаши             | деревня          | 23        | Гамовское                 |
| 64  | Ермозы             | деревня          | 6         | Юго-Камское               |
| 65  | Жебреи             | деревня          | ↘338      | Фроловское                |
| 66  | Жилья              | деревня          | 2         | Юго-Камское               |
| 67  | Заболото           | деревня          | 26        | Заболотское               |
| 68  | Заборье            | деревня          | 7         | Двуреченское              |
| 69  | Заведение          | посёлок          | 4         | Сылвенское                |
| 70  | Загришинское       | деревня          | 28        | Хохловское                |
| 71  | Зайково            | деревня          | 47        | Кукуштанское              |
| 72  | Замараево          | деревня          | 215       | Фроловское                |
| 73  | Замулянка          | деревня          | 181       | Фроловское                |
| 74  | Заозерье           | деревня          | 43        | Усть-Качкинское           |
| 75  | Заозерье           | деревня          | 62        | Хохловское                |
| 76  | Заосиново          | деревня          | 156       | Кондратовское             |
| 77  | Заполье            | деревня          | 3         | Култаевское               |
| 78  | Заречная           | деревня          | 75        | Гамовское                 |
| 79  | Заречная           | деревня          | 14        | Юго-Камское               |
| 80  | Зубки              | деревня          | 18        | Заболотское               |
| 81  | Казанцы            | деревня          | 2         | Юго-Камское               |
| 82  | Канабеково         | деревня          | 9         | Фроловское                |
| 83  | Капидоны           | деревня          | 6         | Култаевское               |
| 84  | Карасье            | деревня          | 7         | Хохловское                |
| 85  | Касимово           | деревня          | 317       | Лобановское               |
| 86  | Качка              | деревня          | 103       | Усть-Качкинское           |
| 87  | Кашино             | деревня          | 4         | Юго-Камское               |
| 88  | Кеты               | деревня          | 17        | Култаевское               |
| 89  | Кичаново           | деревня          | 432       | Култаевское               |
| 90  | Клестята           | деревня          | 179       | Лобановское               |
| 91  | Ключи              | деревня          | 16        | Лобановское               |
| 92  | Ключики            | деревня          | 85        | Култаевское               |
| 93  | Ключики            | деревня          | ↘34       | Пальниковское             |
| 94  | Козыбаево          | деревня          | 48        | Лобановское               |
| 95  | Кольцово           | село             | 104       | Лобановское               |
| 96  | Коляды             | деревня          | 7         | Заболотское               |
| 97  | Комарово           | деревня          | 115       | Двуреченское              |
| 98  | Коммуна            | деревня          | 15        | Заболотское               |
| 99  | Кондратово         | деревня          | ↗14 631   | Кондратовское             |
| 100 | Косогоры           | деревня          | 3         | Фроловское                |
| 101 | Косотуриха         | деревня          | 270       | Култаевское               |
| 102 | Костарята          | деревня          | ↗27       | Фроловское                |
| 103 | Кочкино            | деревня          | 110       | Лобановское               |
| 104 | Кояново            | село             | ↗1544     | Лобановское               |
| 105 | Красава            | деревня          | 14        | Фроловское                |
| 106 | Красный Восход     | посёлок          | ↗1401     | Усть-Качкинское           |
| 107 | Крохово            | деревня          | ↗393      | Савинское                 |
| 108 | Кукуштан           | посёлок          | ↘5539     | Кукуштанское              |
| 109 | Кулики             | деревня          | 26        | Култаевское               |
| 110 | Култаево           | село             | ↗8476     | Култаевское               |
| 111 | Курашим            | село             | ↘2202     | Кукуштанское              |
| 112 | Лесоучасток 831    | посёлок          | 87        | Фроловское                |
| 113 | Липаки             | деревня          | 56        | Фроловское                |
| 114 | Лобаново           | село             | ↗6318     | Лобановское               |
| 115 | Ложки              | деревня          | 2         | Култаевское               |
| 116 | Луговая            | деревня          | 89        | Юго-Камское               |
| 117 | Луговая            | деревня          | 140       | Усть-Качкинское           |
| 118 | Ляды               | село             | ↘1020     | Сылвенское                |
| 119 | Малая              | деревня          | 444       | Сылвенское                |
| 120 | Малое Савино       | деревня          | 29        | Савинское                 |
| 121 | Малые Клестята     | деревня          | 34        | Лобановское               |
| 122 | Малый Буртым       | деревня          | 78        | Лобановское               |
| 123 | Мартьяново         | деревня          | 34        | Фроловское                |
| 124 | Меркушево          | деревня          | 21        | Лобановское               |
| 125 | Мишурна            | деревня          | 19        | Хохловское                |
| 126 | Мокино             | деревня          | ↗1325     | Култаевское               |
| 127 | Молоково           | деревня          | ↗29       | Фроловское                |
| 128 | Моргали            | деревня          | 5         | Усть-Качкинское           |
| 129 | Москвята           | деревня          | 3         | Култаевское               |
| 130 | Мостовая           | деревня          | 788       | Двуреченское              |
| 131 | Мостовая           | деревня          | 49        | Сылвенское                |
| 132 | Мулянка            | посёлок          | ↘2377     | Лобановское               |
| 133 | Мураши             | деревня          | 68        | Култаевское               |
| 134 | Мысы               | деревня          | 48        | Хохловское                |
| 135 | Назарово           | деревня          | 1         | Двуреченское              |
| 136 | Нестюково          | деревня          | ↘1015     | Двуреченское              |
| 137 | Нижние Муллы       | село             | 838       | Култаевское               |
| 138 | Нижний Пальник     | село             | ↗787      | Пальниковское             |
| 139 | Никулино           | деревня          | 5         | Фроловское                |
| 140 | Новоильинское      | село             | 108       | Заболотское               |
| 141 | Новый              | посёлок          | 552       | Юго-Камское               |
| 142 | Няшино             | деревня          | 167       | Фроловское                |
| 143 | Объект КРП         | посёлок          | 2         | Култаевское               |
| 144 | Огрызково          | деревня          | ↘3        | Фроловское                |
| 145 | Одина              | деревня          | 49        | Усть-Качкинское           |
| 146 | Октябрьский        | посёлок          | 185       | Пальниковское             |
| 147 | Ольховка           | деревня          | 15        | Заболотское               |
| 148 | Ольховка           | посёлок          | 19        | Юго-Камское               |
| 149 | Осенцы             | деревня          | 137       | Гамовское                 |
| 150 | Паздерино          | деревня          | ↗41       | Фроловское                |
| 151 | Паны               | деревня          | 50        | Гамовское                 |
| 152 | Пашня              | деревня          | 51        | Юго-Камское               |
| 153 | Песьянка           | деревня          | ↘2516     | Савинское                 |
| 154 | Петровка           | деревня          | ↗1354     | Култаевское               |
| 155 | Петряхино          | деревня          | 15        | Заболотское               |
| 156 | Петушки            | деревня          | 6         | Юго-Камское               |
| 157 | Пищальниково       | деревня          | 116       | Култаевское               |
| 158 | Платошино          | село             | ↘2266     | Платошинское              |
| 159 | Плишки             | деревня          | 11        | Фроловское                |
| 160 | Полуденная         | деревня          | 68        | Юго-Камское               |
| 161 | Полюдово           | деревня          | 26        | Култаевское               |
| 162 | Протасы            | посёлок          | 240       | Култаевское               |
| 163 | Рассолино          | деревня          | 23        | Кукуштанское              |
| 164 | Рассольная         | деревня          | 29        | Двуреченское              |
| 165 | Растягаево         | деревня          | 158       | Заболотское               |
| 166 | Рождественское     | село             | 424       | Юго-Камское               |
| 167 | Русское Поле       | хутор            | 1         | Фроловское                |
| 168 | Савенки            | деревня          | 16        | Гамовское                 |
| 169 | Сакмары            | деревня          | 31        | Гамовское                 |
| 170 | Севастьяны         | деревня          | 12        | Култаевское               |
| 171 | Серяк              | посёлок          | 3         | Заболотское               |
| 172 | Сибирь             | деревня          | 16        | Хохловское                |
| 173 | Симонки            | деревня          | ↗26       | Фроловское                |
| 174 | Скобелевка         | деревня          | 1005      | Хохловское                |
| 175 | Сокол              | посёлок          | ↘1254     | Савинское                 |
| 176 | Соловьёво          | деревня          | 11        | Двуреченское              |
| 177 | Софроны            | деревня          | ↗44       | Двуреченское              |
| 178 | Староверово        | деревня          | 4         | Двуреченское              |
| 179 | Сташково           | село             | 119       | Юго-Камское               |
| 180 | Степаново          | деревня          | 9         | Култаевское               |
| 181 | Страшная           | деревня          | 21        | Гамовское                 |
| 182 | Суздалы            | деревня          | 275       | Заболотское               |
| 183 | Сухая              | деревня          | 6         | Хохловское                |
| 184 | Сухобизярка        | посёлок          | 199       | Пальниковское             |
| 185 | Сухо-Платошино     | деревня          | 12        | Платошинское              |
| 186 | Сылва              | посёлок          | ↘8066     | Сылвенское                |
| 187 | Сыро-Платошино     | деревня          | 13        | Платошинское              |
| 188 | Таёжный            | посёлок          | 86        | Юго-Камское               |
| 189 | Таранки            | деревня          | 2         | Фроловское                |
| 190 | Тишкино            | деревня          | 17        | Заболотское               |
| 191 | Троица             | село             | 385       | Сылвенское                |
| 192 | Трухинята          | деревня          | 2         | Заболотское               |
| 193 | Тупица             | деревня          | 29        | Хохловское                |
| 194 | Усадьба МТС        | населённый пункт | 0         | Лобановское               |
| 195 | Устиново           | деревня          | 548       | Двуреченское              |
| 196 | Усть-Качка         | село             | ↘3737     | Усть-Качкинское           |
| 197 | Усть-Курашим       | деревня          | 21        | Платошинское              |
| 198 | Усть-Пизя          | посёлок          | 266       | Юго-Камское               |
| 199 | Усть-Тары          | деревня          | 198       | Култаевское               |
| 200 | Федотово           | деревня          | 10        | Култаевское               |
| 201 | Ферма              | посёлок          | ↘3065     | Двуреченское              |
| 202 | Фомичи             | деревня          | 3         | Двуреченское              |
| 203 | Фролы              | село             | ↗6253     | Фроловское                |
| 204 | Хмелевка           | деревня          | 7         | Заболотское               |
| 205 | Хмели              | деревня          | ↗252      | Савинское                 |
| 206 | Хохловка           | село             | 12        | Хохловское                |
| 207 | Христофоровка      | деревня          | 22        | Хохловское                |
| 208 | Чебаки             | деревня          | 3         | Двуреченское              |
| 209 | Челяба             | деревня          | ↗71       | Пальниковское             |
| 210 | Чёрная             | деревня          | 10        | Юго-Камское               |
| 211 | Чуваки             | деревня          | 182       | Култаевское               |
| 212 | Шилово             | деревня          | 61        | Култаевское               |
| 213 | Ширпы              | деревня          | 4         | Хохловское                |
| 214 | Шондиха            | деревня          | 10        | Юго-Камское               |
| 215 | Шуваята            | деревня          | 21        | Фроловское                |
| 216 | Шугуровка          | деревня          | 31        | Заболотское               |
| 217 | Шульгино           | деревня          | ↗35       | Гамовское                 |
| 218 | Шумки              | деревня          | 60        | Култаевское               |
| 219 | Юг                 | посёлок          | ↘2324     | Юговское                  |
| 220 | Юго-Камский        | посёлок          | ↗9310     | Юго-Камское               |
| 221 | Якунчики           | деревня          | 7         | Фроловское                |
| 222 | Янычи              | село             | 560       | Бершетское                |
| 223 | Ясыри              | деревня          | ↗360      | Савинское                 |

По состоянию на 1 января 1981 года на территории Пермского района находились 247 населённых пунктов, в том числе 4 рабочих посёлка (Кукуштан, Сылва, Юг, Юго-Камский) и 243 сельских населённых пункта. В 1992 году Юг, в 1999 году Кукуштан, в 2005 году Сылва, в 2008 году Юго-Камский были преобразованы в сельские населённые пункты (посёлки).

### Упразднённые населённые пункты
В 2005 году упразднены как фактически прекратившие существование и исключены из учётных данных посёлок Карсаково и деревни: Ширково, Клюино, Любимово, Кашино бывшего Лобановского сельсовета, Пеньки, Халамово, Шемяки, Карагай, Воробьи, Осиновка, Козлы, Залесная, Чащевка.
В 2008 году упразднены деревни Дёмино, Катаево и Селино.
В 2009 году упразднена деревня Мокрида.
В 2011 году были упразднены как фактически прекратившие существование деревни Куляшовка и Новоселы.
Восстановленные населённые пункты
В 2013 году по требованию прокуратуры края восстановлена в учётных данных ранее упразднённая деревня Дёмино.

## Муниципальное устройство
В рамках организации местного самоуправления в границах района образован Пермский муниципальный округ (с 2004 до 2022 гг. — Пермский муниципальный район).
При создании муниципального района в декабре 2004 года в его составе были выделены 25 муниципальных образований нижнего уровня, в том числе 2 городских и 23 сельских поселения.
В феврале 2006 года Сылвенское городское поселение преобразовано в Сылвенское сельское поселение.
В апреле 2008 года Юго-Камское городское поселение преобразовано в Юго-Камское сельское поселение.
Законами Пермского края от 7 июля 2008 года упразднены сельские поселения: Мостовское (включено в Двуреченское сельское поселение с административным центром в посёлке Ферма); Нижнемуллинское (включено в Култаевское сельское поселение с административным центром в селе Култаево); Рождественское (включено в Юго-Камское сельское поселение с административным центром в посёлке Юго-Камский); Курашимское (включено в Кукуштанское сельское поселение с административным центром в посёлке Кукуштан).
Законом Пермского края от 1 июня 2010 года упразднено Лядовское сельское поселение и включено в Сылвенское сельское поселение с административным центром в посёлке Сылва.
Законами Пермского края от 6 мая 2013 года упразднены Кояновское и Мулянское сельские поселения (включены в Лобановское сельское поселение с административным центром в селе Лобаново), а также упразднено Соколовское сельское поселение, включённое в Савинское сельское поселение с административным центром в деревне Песьянка.
| №  | Наименование                       | Административный центр | Количество населённых пунктов | Население (чел.) | Площадь (км²) |
| -- | ---------------------------------- | ---------------------- | ----------------------------- | ---------------- | ------------- |
| 1  | Бершетское сельское поселение      | село Бершеть           | 2                             | ↘3724            | 58,40         |
| 2  | Гамовское сельское поселение       | село Гамово            | 11                            | ↘6523            | 94,44         |
| 3  | Двуреченское сельское поселение    | посёлок Ферма          | 19                            | ↗9713            | 287,22        |
| 4  | Заболотское сельское поселение     | деревня Горшки         | 22                            | ↗1638            | 229,25        |
| 5  | Кондратовское сельское поселение   | деревня Кондратово     | 3                             | ↗14 241          | 71,15         |
| 6  | Кукуштанское сельское поселение    | посёлок Кукуштан       | 5                             | ↘8621            | 203,69        |
| 7  | Култаевское сельское поселение     | село Култаево          | 33                            | ↗14 809          | 301,96        |
| 8  | Лобановское сельское поселение     | село Лобаново          | 20                            | ↘10 351          | 275,04        |
| 9  | Пальниковское сельское поселение   | село Нижний Пальник    | 9                             | ↘1492            | 510,78        |
| 10 | Платошинское сельское поселение    | село Платошино         | 4                             | ↘2224            | 34,86         |
| 11 | Савинское сельское поселение       | деревня Песьянка       | 8                             | ↗7094            | 31,55         |
| 12 | Сылвенское сельское поселение      | посёлок Сылва          | 12                            | ↘10 008          | 214,19        |
| 13 | Усть-Качкинское сельское поселение | село Усть-Качка        | 9                             | ↘5812            | 159,70        |
| 14 | Фроловское сельское поселение      | село Фролы             | 28                            | ↗7429            | 191,09        |
| 15 | Хохловское сельское поселение      | деревня Скобелевка     | 16                            | ↗1355            | 78,00         |
| 16 | Юговское сельское поселение        | посёлок Юг             | 1                             | ↘2295            | 177,63        |
| 17 | Юго-Камское сельское поселение     | посёлок Юго-Камский    | 21                            | ↘9024            | 834,10        |

Законом Пермского края от 29 апреля 2022 года упразднены все сельские поселения вместе со всем муниципальным районом и преобразованы путём их объединения в Пермский муниципальный округ.

## Экономика
Расположение в пригородной зоне краевого центра обуславливает специфику хозяйств: овоще-молочное, молочно-мясное, производство яиц и мяса птицы. Среди предприятий широко известны госплемзавод «Верхнемуллинский», СХПК «Россия», государственный конезавод № 9. Все ликвидированы в связи с банкротством.

## Транспорт
По территории района проходит Транссиб. Границы района омывают воды двух водохранилищ: Камского и Воткинского. Летом работают паромные переправы Юго-Камский — Оханск и Мостовая — Насадка. На территории района находится Пермский международный аэропорт Большое Савино (18 километров от центра города Перми).
Также по району проходит два крупных магистральных нефте- и газопровода федерального и международного значения: «Сургут — Полоцк» и «Уренгой — Центр».

## Здравоохранение
Медицинская помощь населению района организуется и осуществляется пятью муниципальными учреждениями здравоохранения:
- МУЗ «Центральная районная больница» в селе Лобаново,
- МУЗ «Култаевская участковая больница»,
- МУЗ «Кукуштанская участковая больница»,
- МУЗ «Юго-Камская больница»,
- МУЗ «Станция скорой медицинской помощи».

## Достопримечательности
- Курорт Усть-Качка,
- Архитектурно-этнографический музей «Хохловка». Архивировано из оригинала 15 сентября 2008 года.

## Археология
- Неподалёку от Перми на левом берегу реки Нижняя Мулянка на Гляденовской горе находится Гляденовское костище — памятник гляденовской культуры раннего железного века[50].

## Известные люди: уроженцы и бывшие жители
- Тасимов, Исмагил — уроженец Кояново, один из крупнейших башкирских предпринимателей — поставщиков руды, инициатор создания в России первой высшей технической школы — Горного училища в г. Санкт-Петербурге (позднее Горного института), открытого в 1774 г.
- Свиязев, Иван Иванович (1797—1875) — уроженец Верхних Муллов, сын крепостного графини Шаховской, впоследствии академик, выдающийся архитектор России.
- Серебренников, Николай Николаевич (1900—1966) — уроженец Верхних Муллов. Во время экспедиции 1923 года на север Пермской области было собрано 248 деревянных скульптур, ставших основой всемирно известной коллекции деревянной скульптуры Пермской галереи, основатель Ильинского районного краеведческого музея.
- Куфонин, Сергей Фёдорович (1920—1979) — уроженец села Троица, советский лётчик-штурмовик, участник Великой Отечественной войны, Герой Советского Союза (1945). Его именем названа улица в Перми.
- Оборин, Иван Иванович (1904—1967) — уроженец деревни  Новоселы, советский военачальник, полковник.